# Daniel Nlandu Mayi

Bischofswappen von Daniel Nlandu Mayi

Daniel Nlandu Mayi (* 19. Oktober 1953 in Kinshasa; † 12. Dezember 2021 in Matadi) war ein kongolesischer Geistlicher und römisch-katholischer Bischof von Matadi.

## Leben
Daniel Nlandu Mayi empfing nach seiner theologischen Ausbildung in Kinshasa am 20. April 1980 durch den Erzbischof von Kinshasa, Joseph-Albert Kardinal Malula, das Sakrament der Priesterweihe. Er war 1980/81 Pfarrvikar und Religions- und Französischlehrer im Gymnasium in Kinshasa. Ein Studium von 1982 bis 1987 in Rom schloss er mit einem Doktorat in Moraltheologie ab. Er war Rektor im Priesterseminar St. Kagwa (1987–1989) sowie Rektor im Priesterseminar Jean XXIII (1989–1993) und gleichzeitig Generalvikar im Erzbistum  Kinshasa (1989–1993).
Papst Johannes Paul II. ernannte ihn am 29. Oktober 1999 zum Titularbischof von Cataquas und zum Weihbischof in Kinshasa. Die Bischofsweihe spendete ihm der Erzbischof von Kinshasa, Frédéric Kardinal Etsou-Nzabi-Bamungwabi CICM, am 30. Januar 2000 im Stade des Martyrs in Kinshasa; Mitkonsekratoren waren Erzbischof Francisco-Javier Lozano, Apostolischer Nuntius in der Demokratischen Republik Kongo, und Eugène Moke Motsüri, emeritierter Weihbischof in Kinshasa. Vom 13. Januar 2007 bis 2. Februar 2008 war Daniel Nlandu Mayi zudem Apostolischer Administrator von Kinshasa.
Am 11. November 2008 ernannte ihn Papst Benedikt XVI. zum Koadjutorbischof von Matadi. Mit der Emeritierung Gabriel Kembo Mamputus folgte er diesem am 21. September 2010 im Amt des Bischofs von Matadi nach. Nlandu Mayi war zudem ordentliches Mitglied der Päpstlichen Akademie für das Leben.
Papst Franziskus nahm am 6. März 2021 seinen vorzeitigen Rücktritt an.